# 1692 w muzyce
Wydarzenia muzyczne w 1692 roku.

## Urodzili się
- 8 kwietnia – Giuseppe Tartini, włoski (wenecki) kompozytor (zm. 1770)

## Zmarli
- 12 października – Giovanni Battista Vitali, włoski kompozytor i wiolonczelista (ur. 1632)
- 14 listopada – Christoph Bernhard,  niemiecki kompozytor, teoretyk muzyki, śpiewak (tenor) i kapelmistrz (ur. 1628)